# Хильвениус, Харри
Харри Юаким Хильвениус (швед. Harry Joachim Hilvenius; Пустой шаблон {{ВД-Преамбула}} ) — шведский футболист, защитник «Хеккена».

## Клубная карьера
Начинал заниматься футболом в «Унсале». С 2023 года стал выступать за юношескую команду «Хеккена». В начале 2025 года стал привлекаться к тренировкам с основной командой. Первую игру за главную команду провёл 1 марта в матче группового этапа кубка страны с «Сириусом». 10 мая 2025 года в игре с тем же «Сириусом» дебютировал в чемпионате Швеции, появившись на поле на 56-й минуте вместо Якоба Лаурсена.

## Карьера в сборной
Выступал за юношеские сборные Швеции различных возрастов. В мае 2024 года в составе сборной до 17 лет принимал участие в чемпионате Европы на Кипре. На турнире принял участие в трёх матчах группового этапа со Словакией (0:0), Польшей (2:2) и Италией (1:2).

## Клубная статистика
| Выступление      | Выступление      | Выступление      | Лига | Лига | Кубки | Кубки | Конт. кубки | Конт. кубки | Итого | Итого |
| Клуб             | Лига             | Сезон            | Игры | Голы | Игры  | Голы  | Игры        | Голы        | Игры  | Голы  |
| ---------------- | ---------------- | ---------------- | ---- | ---- | ----- | ----- | ----------- | ----------- | ----- | ----- |
| Хеккен           | Алльсвенскан     | 2025             | 1    | 0    | 1     | 0     | 0           | 0           | 2     | 0     |
| Хеккен           | Итого            | Итого            | 1    | 0    | 1     | 0     | 0           | 0           | 2     | 0     |
| Всего за карьеру | Всего за карьеру | Всего за карьеру | 1    | 0    | 1     | 0     | 0           | 0           | 2     | 0     |